# Tulus (Band)
Tulus ist eine norwegische Black-Metal-Band aus Oslo, die im Jahr 1991 gegründet wurde.

## Bandgeschichte
Tulus wurde 1991 von Sänger und Gitarrist Sverre Stokland (Blodstrop) gegründet. 1994 entstand das erste Demo Samlerens Kammer, gefolgt von einem weiteren Demo namens Midvintermåne. 1996 entstand das Debütalbum Pure Black Energy, das zunächst als eine auf 100 Stück limitierte Eigenproduktion erschien, dann aber von Hot Records erneut aufgelegt wurde. Zu diesem Zeitpunkt bestand das Line-up neben Blodstrop aus Gottskalk (Bass) und Sarke (Schlagzeug).
1998 erschien das zweite Album Mysterion, wieder über Hot Records. Als prominente Gastsängerin konnte Sarah Jezebel Deva, bekannt als Sängerin für Cradle of Filth, Therion und The Kovenant, gewonnen werden. 1999 folgte das letzte reguläre Album Evil 1999 über Hammerheart Records. Auf diesem Album spielte Sir Graanug den Bass. Danach löste sich die Band auf. Gard, wie sich Blodstrop nun nannte, Sir Graamung und Sarke gründeten zusammen mit Lars Eikind die Band Khold. 2000 erschien die Kompilation Cold Core Collection, die auf zwei CDs die beiden ersten Demos und die ersten beiden Alben sowie zwei Coverversionen: Slowly We Rot von Obituary und Space Oddity von David Bowie, beinhaltet.
Als Khold 2006 eine Pause auf unbestimmte Zeit ankündigten, reaktivierten Sarke, Sir Graanung und Gard die Band Tulus und veröffentlichten 2007 das Konzeptalbum Biography Obscene über Indie Recordings. Es handelt von einem Mann genannt „der Sammler“, der alleine im Wald aufgewachsen ist und dunklen Neigungen folgt. 2008 kehrten Khold mit Hundre år gammal zurück. Seitdem existieren beide Bands parallel unter fast identischem Line-up.  Anschließend trennte sich Sir Graanung (Victor Cito Borge) von beiden Bands, um sich der Hard-Rock-Band TNT anzuschließen. Als Ersatz wurde Crowbel (Stian M. Kråbøl) gefunden, der vorher bei Minas Tirith aktiv war. 2012 folgte das Album Olm og Bitter über Tabu Recordings.

## Stil
Bereits das Debüt Pure Black Energy ist in einem primitiven Stil zwischen Darkthrone und Satyricon gehalten. Die langsameren Momente ähneln dem Stil der Band Khold, die aus Tulus hervorging. Diese Musik blieb fester Bestandteil der Band und zieht sich durch die komplette Diskografie. Die Texte stammen von Sverre Stokland sowie seiner Frau Hildr, die sowohl bei Khold als auch bei Tulus quasi inoffizielles Bandmitglied ist. Sie sind mit Ausnahme des Konzeptalbums Biography Obscene in norwegischer Sprache verfasst und behandeln mystische Themen.

## Diskografie

### Alben
- 1996: Pure Black Energy (Eigenproduktion, später: Hot Records)
- 1998: Mysterion (Hot Records)
- 1999: Evil 1999 (Hammerheart Records)
- 2007: Biography Obscene (Indie Recordings)
- 2012: Olm og Bitter (Tabu Recordings)
- 2020: Old Old Death
- 2023: "Fandens Kall" (Soulseller Records)

### Kompilationen
- 2000: Cold Core Collection (Hammerheart Records)

### Demos
- 1994: Samlerens kammer (Demo)
- 1995: Midtvintermåne (Demo)